# SN 1999dp
SN 1999dp – supernowa typu II odkryta 2 września 1999 roku w galaktyce UGC 3046. W momencie odkrycia miała maksymalną jasność 18,20m.